# 徐震二公祠
徐震二公祠是位于中国浙江省金华市永康市的一座创建于清初的祠堂，于清乾隆三十二年（1767）由永康徐姓后人为其先祖所建。所谓“徐震二公”，“震”为行辈，“二”为家内排行的序号。此人姓徐，名讳希佑，字仲振，其生平颇受族人景仰，因而择地建祠。 现存的祠堂为清晚期的建筑。1985年8月被列为永康县重点文物保护单位，1997年列入浙江省文物保护单位。
徐震二公祠总面积为1512平方米，坐南朝北，单檐硬山顶，平面上呈纵长方形。通面阔31.4米，深52.4米。整个祠堂的中轴线上建有前后四进，每进均五开间，七架前后廊，檀与马腿上有人物、禽兽、花卉等为题材的各式浮雕。祠堂的两侧有厢房共34间。明间、次间抬梁式，均是五架梁带前后双步梁。正门为五楼牌坊式结构，砖木雕刻皆较精细。